# Kraš
Kraš (Краш) — хорватская компания, специализируется на производстве кондитерских изделий. Штаб-квартира находится в Загребе. Одна из 25 компаний, образующих хорватский финансовый индекс CROBEX.
Компания ведёт свою историю от двух фабрик с начала XX века — «Юнион», основанной в 1911 году, старейший сохранившийся производитель шоколада в юго-восточной Европе, и «Бизьяк», основанной в 1923 году, которая производила тосты, печенье и вафли. Эти две компании вместе со множеством более мелких производителей кондитерских изделий из Загреба объединились в 1950 году и взяли имя «Краш» в честь Йосипа Краша, Народного героя Югославии.
В Югославии компания принадлежала государству, а в 1992 году была приватизирована и стала закрытой акционерной компанией с оценочным капиталом в 135 769 000 немецких марок. В 1997 году компания получила сертификат ISO 9001.
Наиболее известными продуктами компании является молочный шоколад ныне носящий название Dorina, десерт из нуги Bajadera, конфеты KiKi, Bronhi, 505 sa crtom, печенье Petit Beurre, Napolitanke и Domačica, быстрорастворимый шоколадный порошок Kras Express и маленькие шоколадки Zivotinjsko Carstvo (Царство животных).

## Продукция

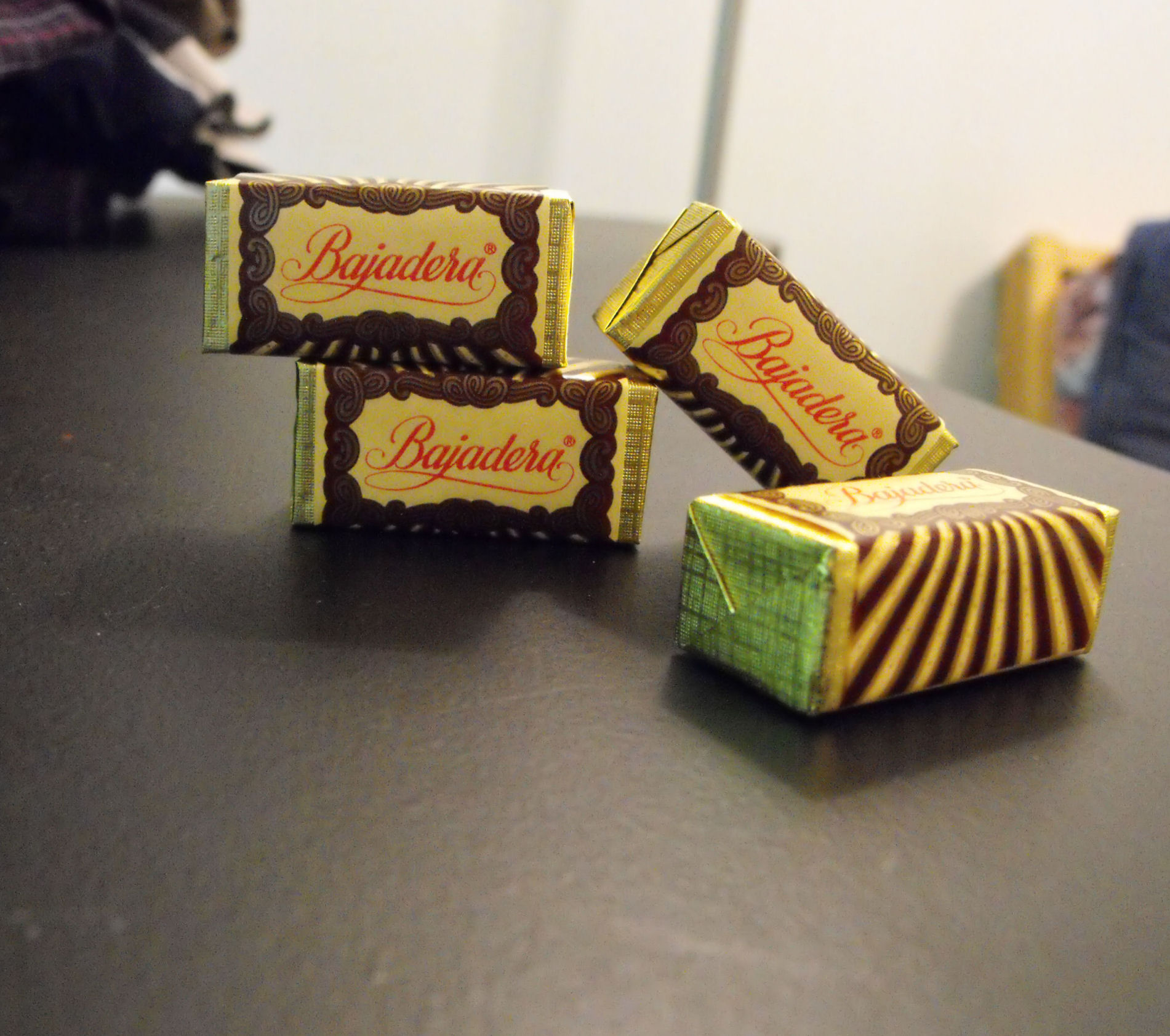
Конфеты «Баядера»

Конфеты, вафли, печенье и другие кондитерские изделия